# Matt Carle
Matthew Carle, detto Matt (Anchorage, 25 settembre 1984), è un hockeista su ghiaccio statunitense.

## Palmarès

### Mondiali
- 1 medaglia:
  - 1 bronzo (Svezia/Finlandia 2013)